# Volduchy
Volduchy jsou obec v okrese Rokycany v Plzeňském kraji. Leží asi čtyři kilometry severovýchodně od Rokycan. Žije v ní přibližně 1 300 obyvatel. Nedaleko kostela se nachází rybník. Zdejší základní škola má pět tříd a družinu. Nedaleko Volduch jsou dva kempy s dalšími dvěma rybníky. Součástí obce jsou též osady Díly a Habr.

## Historie
První písemná zmínka o obci pochází z roku 1289. Ve 13. a 14. století byli majiteli Volduch příslušníci rodu Dobrohostů z Plané. V dalších stoletích se zde vystřídala řada vlastníků – Rožmberkové, Lobkovicové, Černínové, Nosticové, Šternberkové a Colloredo-Mansfeldové. Vlastní škola zde byla postavena v roce 1793. Dne 5. června 1817 postihl obec velký požár. První světová válka si vyžádala na bojištích smrt 45 místních občanů. Na konci druhé světové války byly Volduchy osvobozeny jednotkami 3. americké armády, kterým velel generál George Smith Patton. Demarkační linie probíhala u osady Habr.

### Čestní občané
- František Klíma, osecký farář (čestné občanství uděleno 1889)[6]

## Přírodní poměry
Osu katastrálního území tvoří ve směru severovýchod–jihozápad Voldušský potok. Jihozápadně od vesnice se nachází paleontologické lokality chráněné jako přírodní památka Kašparův vrch a národní přírodní památka Vosek. Do východní části katastrálního území zasahuje přírodní park Radeč, ve kterém je pod Horním haberským rybníkem přírodní památka Niva u Volduch.

## Obyvatelstvo
| Rok            | 1869  | 1880  | 1890  | 1900  | 1910  | 1921  | 1930  | 1950  | 1961  | 1970  | 1980  | 1991  | 2001  | 2011  | 2021  |
| -------------- | ----- | ----- | ----- | ----- | ----- | ----- | ----- | ----- | ----- | ----- | ----- | ----- | ----- | ----- | ----- |
| Počet obyvatel | 1 394 | 1 408 | 1 400 | 1 447 | 1 450 | 1 377 | 1 478 | 1 167 | 1 199 | 1 149 | 1 094 | 1 019 | 1 002 | 1 068 | 1 253 |
| Počet domů     | 92    | 209   | 210   | 205   | 206   | 210   | 259   | 296   | 305   | 304   | 293   | 337   | 365   | 401   | 447   |

## Obecní správa
V letech 1961–1967 k obci patřily Hůrky a v letech 1961–1970 také Svojkovice.

### Obecní symboly
Znak a vlajka byly obci uděleny rozhodnutím předsedy Poslanecké sněmovny Parlamentu České republiky dne 5. dubna 2001.

## Pamětihodnosti
- Kostel svatého Bartoloměje – gotický kostel ze 14. století s pozdně barokní přestavbou z poloviny 18. století. Další úpravy doznal po požáru roku 1817. Barokní oltář se sochou sv. Bartoloměje, původní gotické zdivo na klenutém presbytáři a vítězném oblouku.

- Socha Panny Marie Bolestné – sousoší dala zhotovit roku 1729 zbožná hraběnka Anna Marie Nosticová.[4] V nedávné době bylo sousoší zrestaurováno.

## Rodáci
- Stanislav Broj (1901 – 1950), politik, poslanec, oběť komunistického režimu, čestný občan města Rokycany[12][13]
- Josefa Mühlbacherová (1833 – po roce 1918),[14] kořenářka, léčitelka, učitelka Jana Mikoláška

## Zajímavost
Ve Volduchách v čp. 98, poblíž kostela sv. Bartoloměje, se v rodině řezníka a hospodského Josefa Zikmunda narodil 11. července 1885 syn Antonín. Byl to budoucí otec cestovatele Miroslava Zikmunda (1919 – 2021).
Volduchy jsou rovněž rodiště největšího českého žháře Vavřince Procházky.

## Galerie

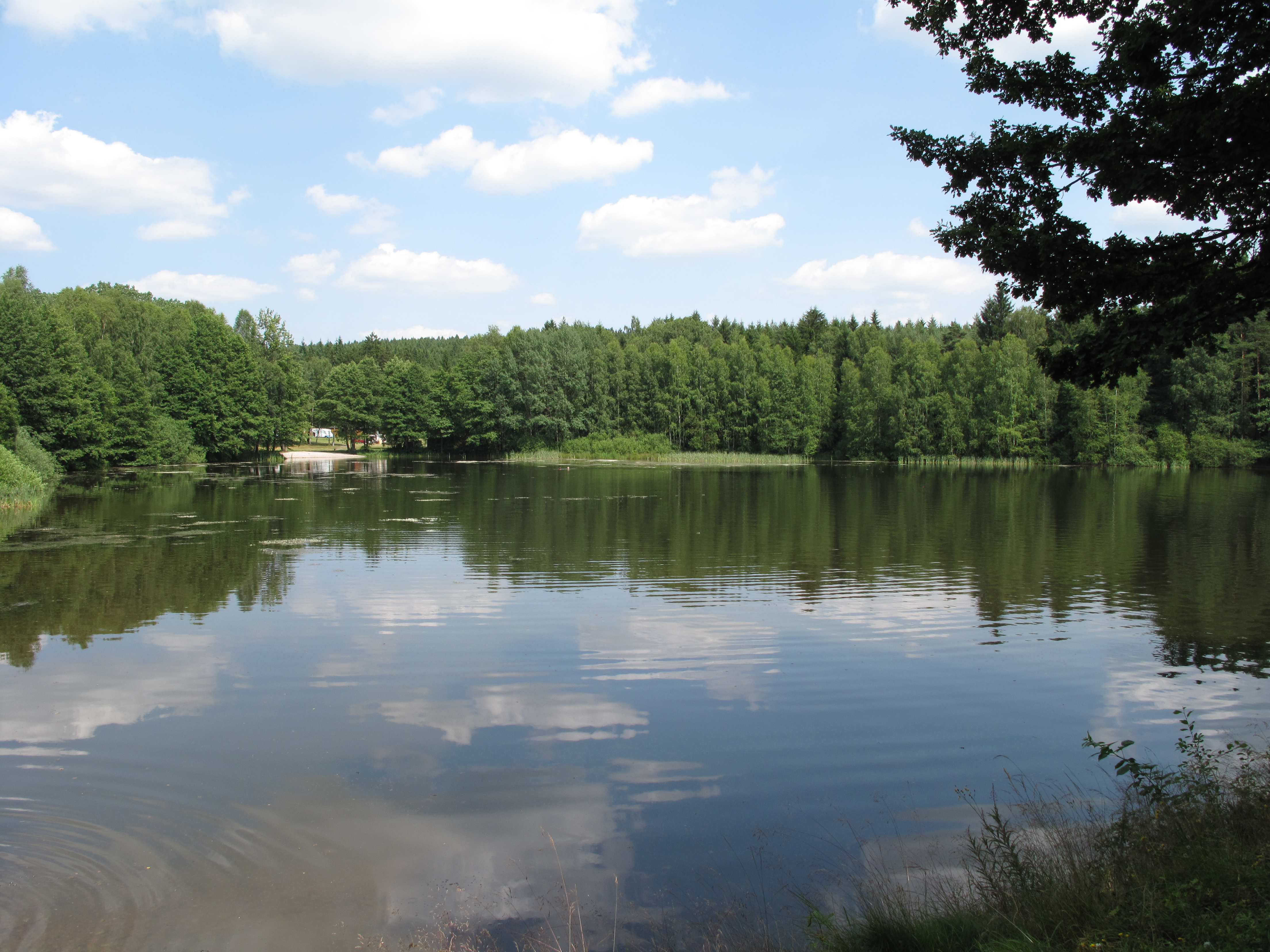
Trnovský rybník
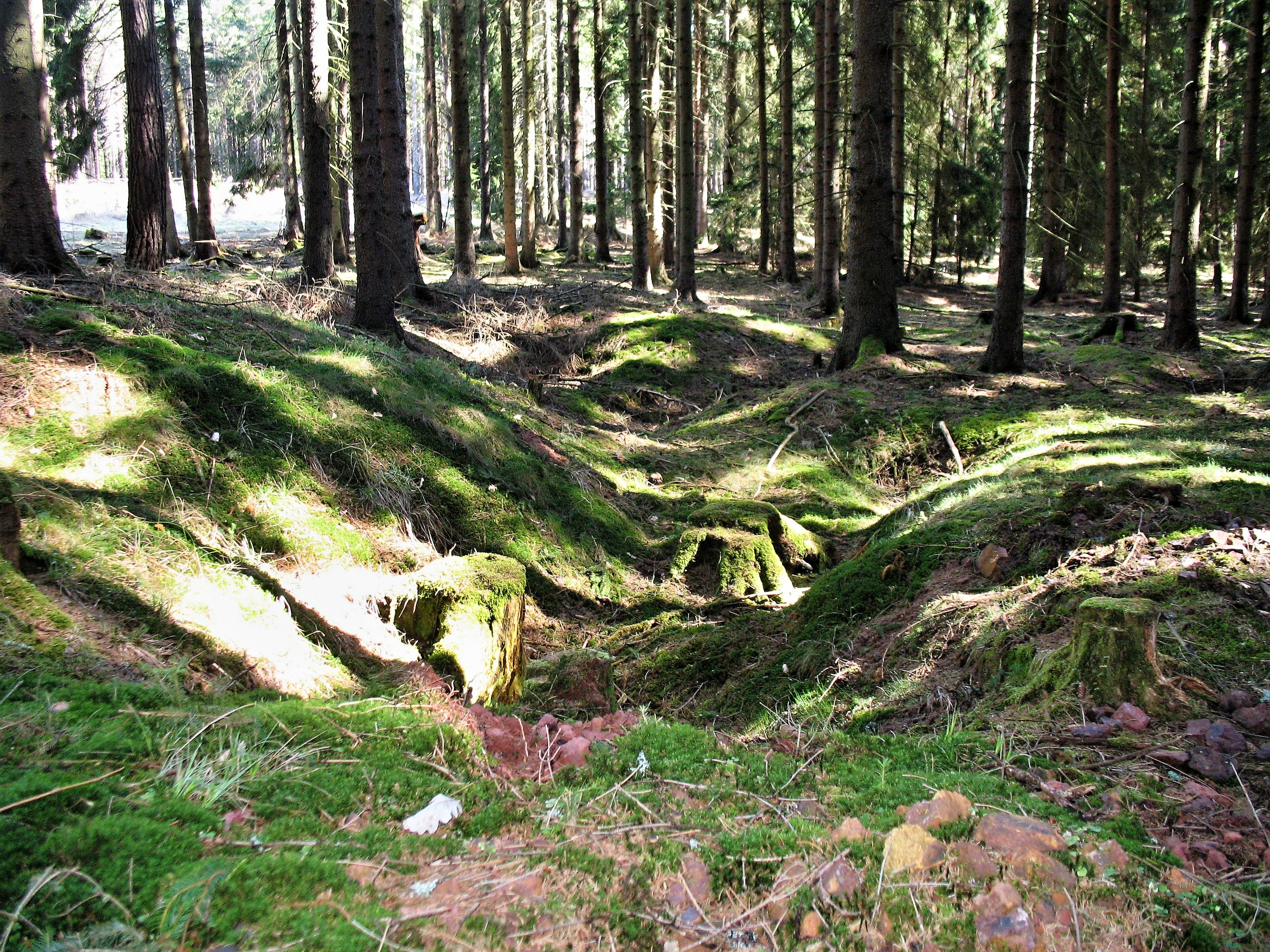
Staré pinky na vrchu Chlum
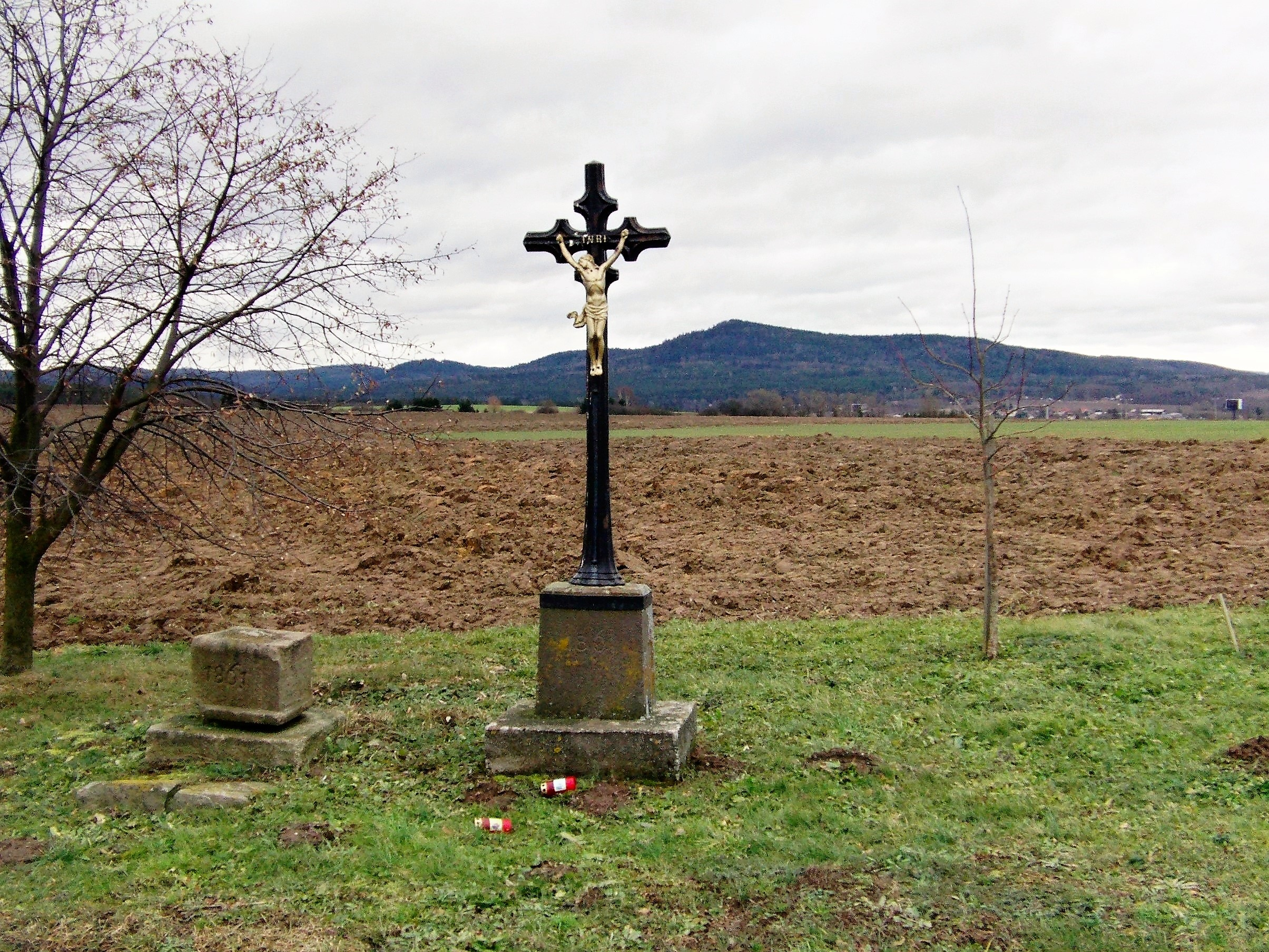
Kříž u cesty do Volduch
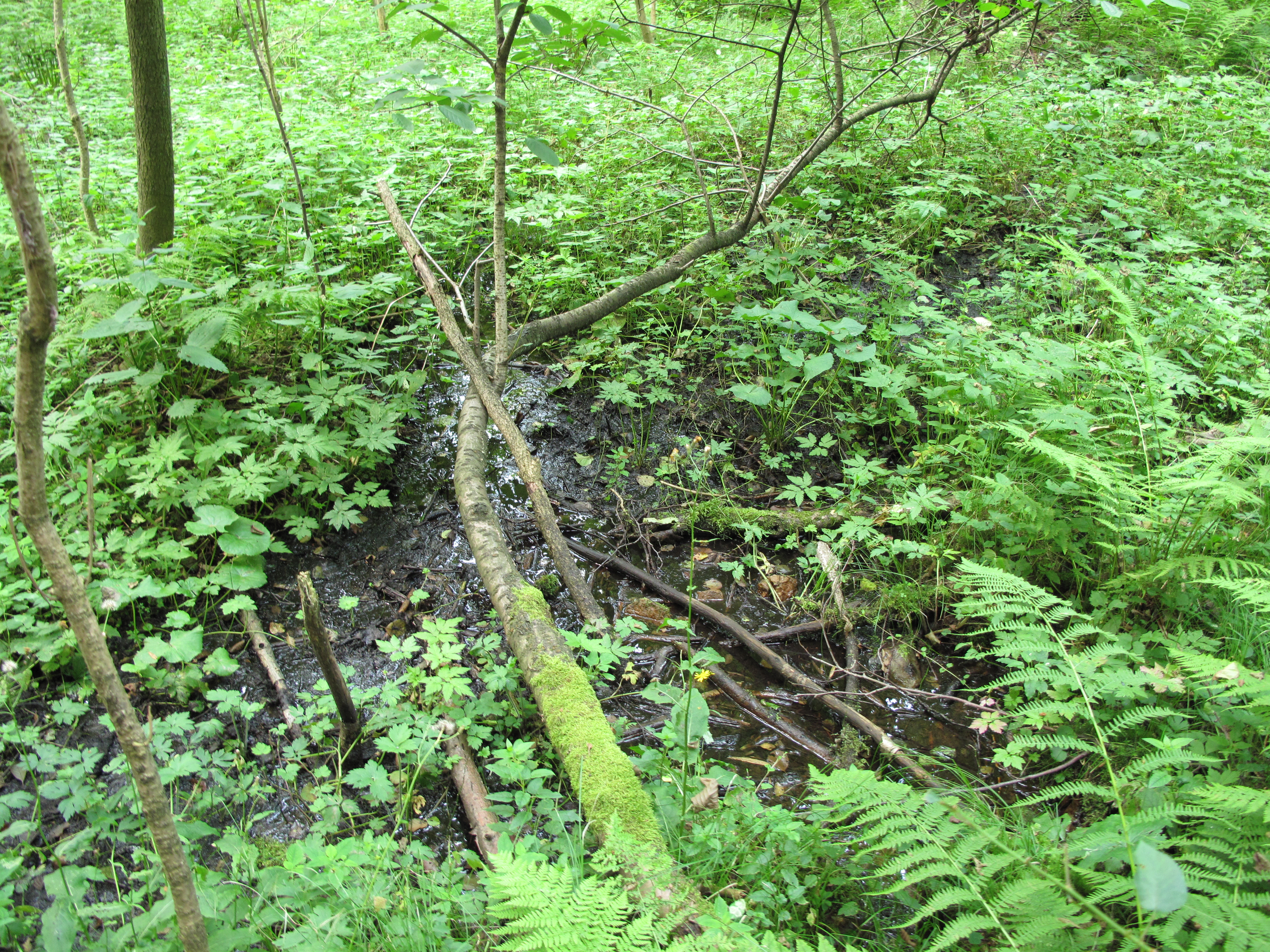
Přírodní památka Niva u Volduch
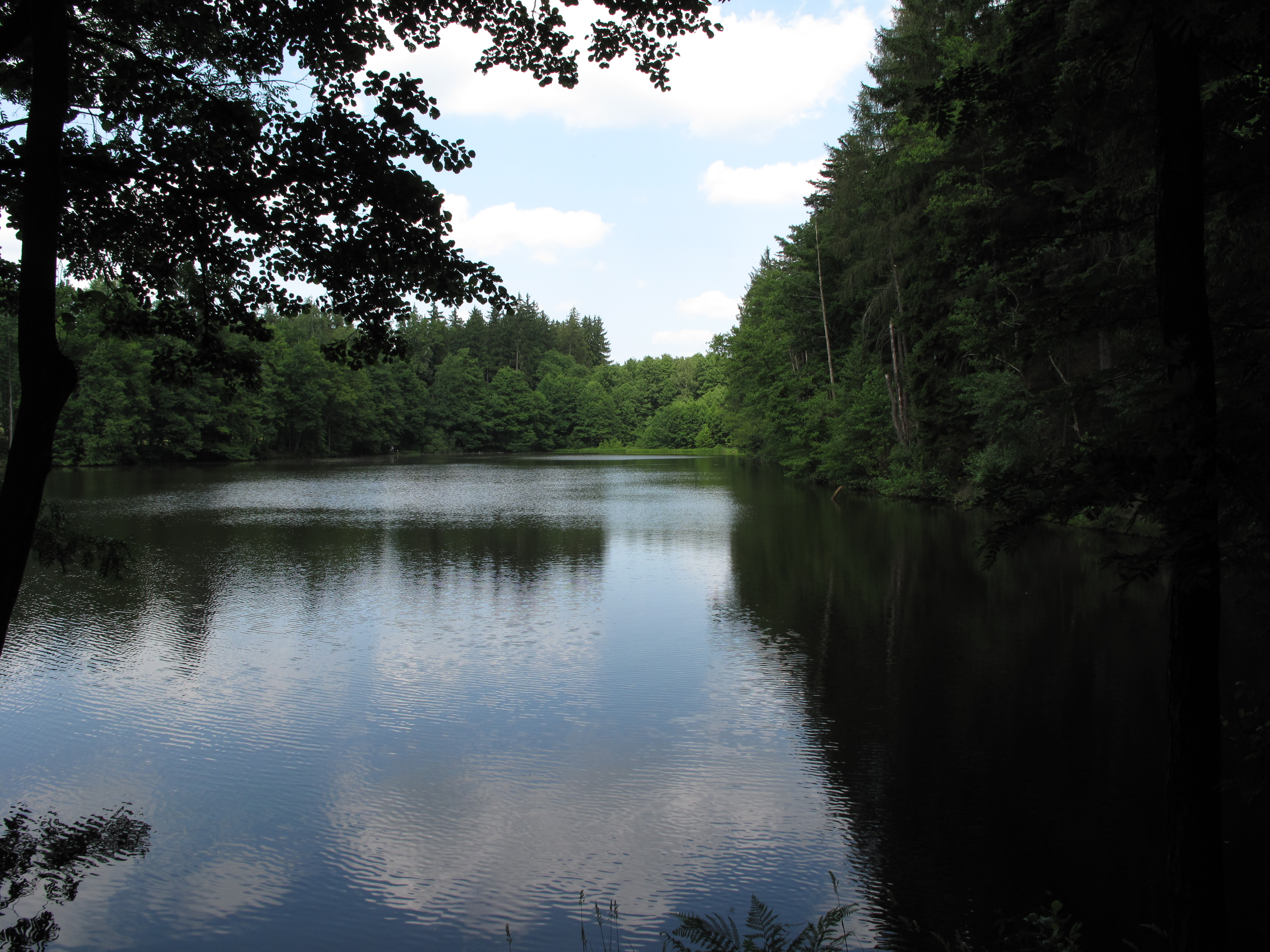
Horní Haberský rybník